# Српска акција у Македонији
Српска акција у Македонији  је скуп активности српске државе и активиста, као и рад српских добровољаца у самом Османском царству са циљем ослобођења и припајања Старе Србије и Македоније матици Србији, од Берлинског конгреса 1878. до ослобођења у Првом балканском рату 1912. године.

## Источно питање
Велика политичка криза у којој се нашло Османско царство после изгубљеног рата са Русијом 1877—1878. године и одлука Берлинског конгреса избила је поново крајем 19. века. Источно питање, као проблем одржања Турске у концепту европских држава, било је опет постављено на дневни ред. Турска је запала у унутрашње економске проблеме, раздоре и политичке сукобе бројних и разноврсних фактора, од којих су неки представљали продужење старих, а неки избијање нових тенденција у нагризању и разарању турске управе и централне власти. Поред дотадашњих сукоба на својим спољним границама, Турска се при крају 19. и почетком 20. века нашла, негде мање а негде више, у сукобу и са својим бројним и врло различитим народностима.
Узроци за овај унутрашњи политички конфликт државне управе са својим поданицима били су вишеструки: политичког, друштвеног,
економског и верског карактера. На оштрину сукоба утицали су албански аутономистички покрет, узурпација локалних положаја власти од стране појединих албанских и муслиманских феудалних породица, национално политичко деловање суседних балканских држава међу својим сународницима, као и снажно уплитање и политичка агитација великих европских држава међу турским поданицима хришћанске па и исламске конфесије. Утицај су имали и унутрашњи економски проблеми, као што су променљиве и несталне основе турског пореског система и несређени аграрно–правни односи.
Немоћ Турске да реши бројне унутрашње проблеме, изукрштане и велике супротности, довела је до дезинтеграције турског државног и друштвено-економског организма. Све је то утицало да поједине европске силе јаче усмере своју пажњу на ово подручје, које ће постати њихов полигон пропагандно-политичког рада, како би у њему најпре учврстиле свој економски и политички положај, а затим и постигле коначан циљ — продор капитала на источно тржиште. За подручја Македоније и Старе Србије прва се почела интересовати Русија која је отворила конзулате у Скопљу, Солуну, Призрену и Косовској Митровици, који су имали велики значај за српски народ, јер су једно време биле једине установе у овим областима од којих су Срби могли да затраже помоћ. У многим случајевима руски конзули су интервенисали у корист Срба код локалних турских власти па и код саме Порте преко свог посланика у Цариграду. Било је примера да су руски конзули у хитним приликама лично интервенисали не чекајући да то учине на уобичајен начин, писмено, дипломатским путем.

## Политика Аустроугарске
Аустроугарска је своје претензије према Балкану појачала након војних и дипломатских пораза у Италији 1859. и код Садове у Пруској 1866. године. Она је тежила ка Солуну правцем од Босне и Херцеговине преко Рашке области, Косова и Метохије и Македоније. То је било подручје на коме је она, уз немачку подршку, требало да се надокнади за губитке на западу.
Берлински конгрес јој је дао обилату компензацију, поверивши јој мандат да окупира Босну и Херцеговину и врши контролу над Новопазарским санџаком. Имајући надзор над Санџаком она је спречавала уједињење Србије и Црне Горе и одатле хватала везу са Албанцима на Косову и Метохији и Македонији, код којих је изазивала мржњу према Србима, а уједно их и подстрекивала против турских власти.
У спровођењу ове политике ослањала се на своје конзуле у Турској, официре у успостављеним гарнизонима, на аге и бегове и друге утицајне људе из редова Албанаца и муслиманског становништва, на бројне агенте међу којима је било и Срба, као и на турски корумпирани чиновнички апарат. Пошто се аустроугарски план о продору ка Солуну укрштао са интересима Србије и Црне Горе и њиховим спољнополитичким аспирацијама и вишеструким националним интересима српског народа у Турској, њу је захватала србофобија, која се испољавала у причи о тобожњој великосрпској пропаганди.
Реализацију једног српско–албанског политичког споразума Аустроугарска је сматрала као блажу варијанту обнове српске царевине, тј. уједињење српског народа у Турској са Србијом и Црном Гором. Ширећи дезинформације о наводној окупацији од стране Србије и Црне Горе она је тежила заоштравању односа између Срба и албанског становништва у овим областима. Аустроугарска је највише страховала од утицаја Србије и Црне Горе на Албанце пошто би споразум између вођа албанског народа и Србије и Црне Горе значио крај њене политике у западном делу Балканског полуострва. Њен главни циљ је био у томе да онемогући такав споразум, па је стога неуморно радила на стварању што дубљег јаза између Албанаца и Срба, како оних у турским вилајетима тако и оних у Србији и Црној Гори.

## Период Српско-турских ратова
Када су Србија и Црна Гора 1876—1878. године повеле ослободилачке ратове против Турске и код Срба у Старој Србији и Македонији испољило се снажно расположење за коначно ослобођење од вишевековног турског ропства.
Крајем 1877. и почетком 1878. године дошло је до устанка Срба у Кумановској кази. Кумановски устаници су се окупљали на планинама Козјаку и Ђерману очекујући српску војску која се после ослобођења Ниша спуштала ка Врању и Косову и Метохији. Овај устанак је настао из ослободилачке тежње српског народа и жеље за уједињењем са матицом Србијом. На припремању устанка Срба у овим областима највише су радили и помоћ пружали од раније познати национални радници Србије, представници српске војске, а највише чланови Тајног комитета у Нишу, посебно Тодор Станковић, Милош Милојевић, Сава Дечанац, Аксентије Хаџи Арсић, Деспот Баџовић, Коста Шуменковић, Глигорије Чемерикић и др.
Терор Албанаца који су бежали пред српском војском је дигао народ кумановског краја на устанак па су почеле фанатичне и немилосрдне борбе. Неколико устаничких изасланика је у селу Ратаје код Врања срело генерала Јована Белимарковића који им је обећао помоћ и оружје. Када се то рашчуло, устаницима су се придружила сва паланачка и кратовска села тако да се на Кумановском пољу окупило преко 4.000 људи чекајући помоћ из Србије.
Препуни горчине и освете, чекали су свој час за борбу, али то очекивање је било узалуд. Из Приштине је стигао бригадни генерал Хафус-паша са регуларним турским трупама а помоћ из Србије није стизала. Како очекивана помоћ из Србије није стизала до већег ширења устанка није могло доћи, јер га није прихватила ни команда српске војске, па се на терену пришло организовању добровољаца, који су илегално прелазили границу и ступали у регуларне јединице српске војске и добровољачке јединице.
Наступајући према Косову и Метохији из три правца (Ибарски корпус од Рашке долином Ибра ка Рогозни и Бањској, Моравски и Топлички корпус Топлицом ка пределима горњег Лаба, а Шумадијски корпус долином Јужне Мораве кончуљском комуникацијом ка Гњилану, Липљану и Приштини) српска војска је ослободила велики део ове области и фебруара 1878. године примакла се Приштини.
Даље ратне операције заустављене су примирјем у Једрену и мировним споразумом у Сан Стефану између Руске Империје и Османске империје 3. мартаа 1878. године. Одредбама овог мира, рађеног по диктату Русије, предвиђено је територијално проширење за Црну Гору, извесне исправке граница за Србију и стварање Велике Бугарске, која би осим Албаније, обухватала готово читаву територију европске Турске.
Иако је разграничењем у Сан Стефану Србија добила један део територије Косова и Метохије који је њена војска била ослободила у Другом српско-турском рату 1877—1878. године ово примирје и мир били су штетни по Србију јер је њима онемогућено ослобођење Старе Србије и Македоније од Турске. Овим мировним уговором један део ослобођених територија припао је Великој Бугарској, а један део задржан у саставу Османског царства. Пошто великим силама нису одговарале одредбе Санстефанског мира, на конгресу у Берлину, који је одржан од 13. јуна до 13. јула 1878. године, дошло је до ревизије тих одлука и тако један део територија које је Србија добила овим уговором поново је враћен у састав Османског царства.
Главни иницијатор ревизије Санстефанског мировног уговора и одржавања Берлинског конгреса била је Аустроугарска. Она је била највећи противник ширења Србије и Црне Горе и њиховог уједињења. Залагала се да области Стара Србија и Македонија остану и дање у поседу Турске, како би Србија и Црна Гора биле што више раздвојене, а и да би себи омогућила лакши продор према Солуну и везу са Албанцима, код којих је настојала да учврсти свој утицај.
Новим разграничењем Србија је добила Пиротски, Нишки, Топлички и Врањски округ, а изгубила крајеве на Косову и Метохији, долину Лаба са Подујевом као и део Ибарске долине између Копаоника и Рогозне, одакле су се морале повући српска војска и новоуспостављена администрација и цивилна управа. Тако су одлукама Берлинског конгреса Македонија, као и највећи део области Старе Србије, и даље остали у саставу Османског царства. На тај начин анулиран је труд, људске жртве, патње и страдања која су народ ових области и српска војска поднели у току српско-турског рата 1876—1878. године.
Вољом великих сила, превасходно Аустроугарске, српски народ у Старој Србији и Македонији морао је испаштати под османском влашћу још пуне три и по деценије. У Македонији је стање било најтеже јер је у њој превагу добио Бугарски егзархат који је основан султановим ферманом од 21. марта 1870. године (термин „егзархат“ означава давање верске самосталности једном народу унутар једне патријаршије, у овом случају Цариградске, што је у условима теократске Турске значило признање права Бугарима на пуну верску и просветну самосталност на европским територијама Османске империје).

## Бугарски егзархат
Приликом оснивања бугарског егзархата било је утврђено да свака православна епархија у којој се на то одлуче две трећине верника може приступити бугарској цркви. Како је она већ по језику и саставу била сроднија македонским сељачким масама него грчка црква са службом на грчком језику, то је Егзархат већ од почетка почео снажно напредовати.
Егзархат је омогућио Бугарима да отпочну широку акцију на бугаризацији српског живља. Ова акција је у почетку била прикривена, заогрнута плаштом словенства, али је временом исказивала све јасније великобугарски шовинизам. Њени почетни успеси заснивали су се и на омражености патријаршијског (грчког) свештенства међу словенским живљем, тако да је број егзархиста убрзо превазишао број патријаршиста (припадника Цариградске патријаршије). Порта је одобрила устоличење бугарских владика у Скопљу и Охриду 1890. године.
Рад Егзархата био је најпре усмерен на преотимање патријаршијских цркава и протеривање њихових свештеника, а затим и на све оне који су се опирали бугаризацији. На удару су се убрзо нашли и српски свештеници, учитељи и народни прваци. Српски учитељи у Македонији морали су се повући у Србију и затворити српске школе. Раније везе српских присталица у Македонији са Србијом биле су прекинуте, а већина црквено-школских општина, које су до 1876. године примале помоћ од српске владе преко „Одбора за школе и учитеље у Старој Србији и Македонији“ постепено је преузео Егзархат. Само је неколико учитеља из северне и северозападне Македоније, чије су општине и даље признавале Цариградску патријаршију, почетком 80-их година успоставило везу са српском владом у нади да ће од ње добити помоћ. Но, српско становништво у овој области није клонуло духом, већ наставља са својим организовањем, отпором, бунама и устанцима и припрема терен за поновни долазак Србије на ове просторе и своје економско, територијално, војно и државно интегрисање са целокупним српским народом. Ово ће се остварити у току Балканских ратова 1912—1913. године.

## Српски поглед на Македонију
Македонија је крајем 19. и почетком 20. века све више избијала у први план међубалканских односа као последица унутрашњег јачања балканских држава, развоја односа на македонском подручју, делатности домаћег македонског покрета и почетка дејства великих европских сила на Балкану, уз незадрживо распадање османског привредног и управног система. Два догађаја, један унутрашњи (Илиндански устанак) и други спољашњи (реформна акција европских сила у Македонији), изнела су македонско питање на европску позорницу. Илиндански устанак који је почео 2. августа 1903. године у области Крушева, мада је био угушен тешким одмаздама турске војске и башибозлука, скренуо је пажњу целе Европе на тешко стање у овој области и на патње становништва у њој. Аустроугарска и Русија су се октобра 1903. године споразумеле да заједно предузму извршења програма унутрашњих реформи у Македонији, уз накнадно садејство осталих великих сила.
Налазећи се под турском влашћу и под пропагандним утицајем Аустроугарске, с једне стране, и Србије, Бугарске и Грчке, с друге стране, у време кад је свака од њих (прва са искључиво освајачким тежњама, а друге три са позиција својих националних и историјских права) живела у ишчекивању догађаја од посебног значаја за свој будући положај и престиж, становништво Македоније карактерисало се изванредно тешким условима развитка и противречностима најразличитијих категорија.
Разумљиво је што је оно великим делом желело, пре свега, што бржу ликвидацију турских власти а онда и интеграцију са једном од суседних балканских земљама. У Србији, Бугарској и Грчкој кристалисало се као приоритетно ”македонско питање”, чијим би решењем у своју корист свака од њих добила у руке „кључ Балкана“. Зато су оне истицале своје разлоге темељећи их на историјским, етничким и политичким упориштима.
Грчка је своје претензије заснивала на Егејску Македонију ширећи максимално њене границе, Бугарска на Санстефанском миру, а Србија на живој средњовековној традицији осведоченој српским задужбинама, језичкој сродности и раширености крсне славе — типично српског обележја. Укључивање Македоније у свој национално-политички пропагандни план, почев од Гарашаниновог „Начертанија“ па све до њеног коначног ослобођења и присаједињења, и пружање материјалне и кадровске помоћи црквено-школским општинама, школама, црквама, манастирима и појединцима указује да је Србија сматрала ове крајеве као део своје неослобођене територије. Методи дипломатског рада и динамика деловања, као и обим и врста помоћи српском становништву зависили су од многих других спољних и унутрашњих фактора.
Мењањем услова и настанком нових ситуација Србија је приступала промени начина вођења национално-политичке пропаганде. Док су у почетку носиоци пропаганде били појединци, лично Гарашанин а нешто касније претежно чланови старог Просветног одбора који је формиран још 1868. године (Матија Бан, Нићифор Дучић, Милош Милојевић и др.) у новонасталим условима пропаганда више није могла бити само посао једног службеника или „Одељења за српске школе и цркве ван Србије“ које је формирано од просветних и јавних радника у пролеће 1887. године при Министарству просвете и црквених дела Србије, већ су за то морали да се заинтересују најодговорнији органи владе Србије, затим штампа и друга средства са којима се служи свака добро организована пропаганда. Стара језгра за пропагандни рад, Министарство просвете и црквених дела, Богословија у Призрену и царинарница у Рашкој, задовољавале су само старе облике — слање новчане помоћи школама и учитељима и нешто пропагандног материјала као и достављање информација о стању на терену, у којима је, углавном, било речи о локалним догађајима.
Влади Србије су били потребни студиозни извештаји и оцене проблема и појава на основу којих би се могао разрадити план национално-политичког и културно-просветног деловања на овим просторима и дипломатског посредовања код Порте и других великих сила. Влада Србије је 1889. године одлучила да се национално-политичким радом централизовано руководи из једног центра у Министарству иностраних послова Србије а да се у овај рад укључи што већи број људи из Старе Србије и Македоније који су живели у Србији и средства пропаганде која би доприносила остварењу планираних циљева. „Одељење за српске школе и цркве ван Србије“ из Министарства просвете премештено је у Министарство иностраних послова под именом „Политичко-просветно одељење“ које је потпуно преузело вођење српске пропаганде у Македонији.

## Акција Краљевине Србије у Македонији
Све оно што се дешавало српском народу у Старој Србији и Македонији током дуготрајног периода робовања понављало се чак и крајем 19. и почетком 20. века. Архивска документа сачувана из овог периода недвосмислено говоре о геноциду над Србима од стране турских власти, албанских зликоваца и бугарских егзархиста. Она показују сву суровост којом су Албанци и Бугари, уз помоћ својих подстрекача Турака и турских власти, мучили, убијали, спаљивали, пљачкали и до истребљења гонили Србе из Старе Србије и Македоније.
Иако је овакав положај српског становништва у Македонији обавезивао Србију да појача своју државну и националну политичку активност у циљу његове заштите, српске владе паралисане унутрашњим трзавицама нису готово ништа предузимале све до 1885. године. Тек после неуспешног рата са Бугарском и доласком Милутина Гарашанина за председника српске владе и Стојана Новаковића за српског посланика у Цариграду на питању заштите српских интереса на југу почиње много активније да се ради.
Српска политика је напустила југословенски смер из шездесетих година и вратила се у оквире одређене у Гарашаниновом „Начертанију“. Тако период од 1885. до 1913. године, омеђен српско-бугарским ратом, ослобођењем Македоније током Првог балканског рата и Другог балканског рата и присаједињењем Краљевини Србији, представља важан период у историји ове области, испуњен активном државном и националном политиком Србије и борбом српског становништва за социјално и национално ослобођење.
Први корак ка остваривању активне националне политике у Турској био је остваривање конзуларне конвенције са Османским царством. Конвенција је подразумевала отварање српских конзулата у центрима Косовског, Солунског и Битољског вилајета, односно у Скопљу, Солуну и Битољу. По слову конвенције, конзулати у Скопљу и Солуну су отворени 1887. а у Битољу 1889. године.< Србија упућује учитеље у Македонију које је сама плаћала, шаље школске уџбенике, планове и програме, школски прибор и учила и разне књиге и пропагандни материјал. Почиње новчано да помаже школе, плаћа учитеље и прихвата на школовање питомце из Македоније. Немајући своје цркве у Македонији, српска просветна делатност је зависила од турских управних власти и Васељенске грчке патријаршије. Од којег од ова два чиниоца је тражена подршка зависило је од тренутних српско-грчких и српско-турских односа. Заједничка угроженост од бугарског егзархата повремено је приближавала српску и грчку делатност у Македонији. Кроз честе разговоре о подели интересних сфера у Македонији Србија је Грчкој предлагала заједнички отпор бугарском егзархату, очекујући њену подршку код Патријаршије за устоличење српских митрополита у свом делу.
Преко ових конзулата Србија ради на отварању основних школа које су радиле по плану и програму школа у Србији. Затим, оснива гимназију у Скопљу, гимназију у Солуну као и неке друге школе, широм Македоније. Отварају се књижаре, издају листови („Вардар“, „Глас народа“ и „Законитост“) и часописи, оснивају културно-просветна и друга друштва. Тако ова појачана активност српске дипломатије и других државних и националних институција и друштава у овој области представља један од важнијих сегмената државне и националне политике Србије разрађене још у Гарашаниновом „Начертанију“ из 1844. године. У извештају Министарству иностраних дела Србије од 20. априлаа 1891. године српски конзул у Скопљу Владимир Карић, о вођењу пропаганде у Старој Србији и Македонији, поред осталог каже: У Старој Србији ми имамо само да одржимо оно што се затекло а овамо у Македонији имамо да освајамо, борећи се и са Грцима и Бугарима. У Старој Србији можемо и треба да дајемо само помоћ општинама, а у Македонији морамо плаћати све, па често и кирију школску и књиге бесплатно давати.

## Међуетничке тензије и оружани сукоби
За Србију самосталност Македоније није била прихватљива пре свега због бојазни да је Бугарска не искористи у анексионистичке сврхе. Заступајући националне и државне интересе, српска дипломатија је сматрала да питање Македоније треба решити поделом ове области међу балканским такмацима. Међутим, подела Македоније била је тешко спроводљива из два разлога: нису постојале етничке границе које би послужиле као основ и услед непомирљивих ставова балканских држава у њиховој тежњи да зграбе што више македонског подручја.
У међувремену су на македонском тлу израсле домаће националне снаге из сазревања свести о македонској нацији као посебној националности на Балкану. Тако су се на овом подручју почетком 20. века укрстили сви чиниоци који су дејствовали на балканску политику: реформна акција великих сила, пропагандно-оружана акција балканских држава и делатност македонског покрета. У Македонији се развила огорчена оружана борба између чета које су убациване из Бугарске, Грчке и Србије. Македонски комитети у Бугарској, иза којих су стајали бугарски војни кругови и двор са кнезом Фердинандом, снабдевали су бугарске комите оружјем и новцем, а акцијама на терену руководили су официри бугарске армије.
У областима јужне Македоније дејствовале су грчке чете — андарти, којима је руководио Македонски комитет у Атини на челу с Врховним саветом уз подршку конзулата у Солуну, Серу (Серезу) и Кавали. Особље ових конзулата претежно су сачињавали официри грчке војске. Сукоби између бугарских и грчких чета у Македонији довели су 1906. године до антигрчких испада у многим градовима јужне Бугарске и до погоршања односа између ове две балканске државе. Док се Бугарска у овим акцијама ослањала на Егзархат Грчка се користила Патријаршијом у Цариграду.
Распламсавање оружаних акција бугарских и грчких чета у Македонији подстицало је слична дејства и из Србије. Тако је и Србија ушла у оружани обрачун у Македонији. У приватним круговима образован је Централни одбор 1902. године. У Београду је 1903. формиран Централни одбор српске четничке организације, спајањем централних одбора Београда, Врања, Скопља и Битоља. Прве чете су активиране 1904. године.
Четама је руководио Горски штаб који је оснивао одборе и пододборе по казама у Македонији, а биле су састављене како од мештана тако и од добровољаца који су долазили са стране. У Београду, Врању, Лесковцу и Нишу под командом официра и подофицира српске војске организоване су и припремане добровољачке чете. Поред добровољаца из Србије било је доста и оних који су пребегли у Србију из Босне и Херцеговине, Војводине, Хрватске, Славоније и Далмације. Акција је финансирана из добровољних прилога Срба трговаца пореклом из Македоније и поверљивих кредита Народне скупштине.
Због бојазни од аустроугарске интервенције, Србија је у почетку била уздржљива и предлагала је да се сарађује са Унутрашњом македонском револуционарном организацијом, иако српски политичари нису били спремни да признају македонску народност. Али касније, Србија је све снажније подржавала ову делатност и у њој су поред Николе Пашића и Министарства војске и спољних послова учествовали и самосталци Љуба Давидовић и Љуба Ковачевић. Бугарске, грчке и српске чете у Македонији сукобљавале су се с турским гарнизонима, али много више између себе, а посебно су вршиле притисак на национално опредељење македонског становништва. Према енглеским изворима, само за осам месеци 1905. године, у међусобним обрачунима у Македонији убијено је 785 људи, уништене су 74 куће и 4 манастира а према турским статистичким подацима из 1907. године у Македонији је те године дејствовало 110 бугарских чета, 30 српских и 8 влашких (румунских). Македонију је захватила општа анархија, а најжешћа четничка борба развила се у периоду од 1904—1908. године.
Велике силе које су радиле на припремању и спровођењу реформи у Турској вршиле су притисак на балканске државе да обуставе ове акције. Тако је под њиховим притиском 1907. године распуштен Македонски одбор у Београду. Али то није утицало на смањење дејства српских чета, које је привремено обустављено тек 1908. године када је Младотурском револуцијом македонско питање ушло у другу фазу. Ривалство балканских држава око Македоније и сукоби њихових чета у овој области ослабио је њихову способност да се одбране од спољног притиска. Да ли ће се балканско питање решавати спољним европским снагама или унутрашњим споразумевањем, тј. питање независности Балкана на почетку 20. века зависило је у суштини од српско-бугарских односа.
Док је Србију угрожавала Аустроугарска, Бугарској је претила Турска. Заузетост Русије на Далеком истоку и њено привремено повлачење са Балкана одузело је бугарском кнезу могућност да користи аустроугарско-руско супарништво и суочило Бугарску с последицама аустроугарске агресије на Балкану. За Бугарску је у Македонији била мање опасна Србија од могућне превласти велике средњоевропске силе каква је била Аустроугарска. Такође и за Србију је било мање опасно са Бугарском у Скопљу него са Аустроугарском у Солуну, како је писао Милован Миловановић. Тако је заједнички страх од Аустроугарске утирао пут српско-бугарском зближењу. После извесног лутања и неуспелих комбинација с једностраним искоришћавањем заплета у Турској, у Софији се почело увиђати да се јачањем туђих политичких утицаја кроз реформске акције у турским вилајетима балканско питање све више компликује и усмерава тако, да његово решавање може, у крајњој линији, испасти сасвим неповољно по тежње и интересе балканских држава.
Пошто је безуспешно покушавала да се нагоди с Турском, Бугарска се окренула Србији очекујући лакше споразумевање с њом због сталних аустроугарских претњи. И Србији је споразум с Бугарском и Црном Гором био неопходан ради одбране од Аустроугарске и напада на Турску. Међународни заплети настали после 1903. године упућивали су Србију и Бугарску на споразум, а и велике силе Француска и Италија препоручивале су споразумевање међу балканским државама. Српска дипломатија је од 1903. године припремала терен за споразумевање, а преговори око споразума с Бугарском почели су марта 1904. године у Београду али су се спотицали на питању Македоније.

## Младотурска револуција
Догађаји који су претходили младотурској револуцији, као и сама револуција, позитивно су утицали на развој друштвено-политичког, привредног и културног живота Срба у овим крајевима. Они су донели знатно више слободе, што је омогућило политичко груписање и окупљање Срба. Тако су били створени услови и за јачи политички рад учитеља. Они су тада били не само иницијатори оснивања многих библиотека и омладинских, соколских и певачких друштава, већ и врло активни чланови ових организација и њихових управа. Сем тога, они учествују и у управама неких привредних удружења и црквених фондова. Тада, поред школа, и ове организације постају нова језгра за национално-политички и културно- просветни рад код Срба у овим крајевима. У Скопљу је 1908. године одржана Прва српска конференција и формирана прва српска политичка партија у Османском царству — Српска демократска лига. Да је било више заједничког и координираног рада између српских конзулата у Скопљу и Битољу, епархија у Македонији и Богословско-учитељске школе у Призрену, свакако би резултати на национално-политичком и културно-просветном плану и свим осталим подручјима живота били знатно већи.
Али и поред оваквог значаја и великих резултата српске дипломатије и национално-политичке пропаганде државна и национална политика Србије на заштити својих интереса у Македонији у назначеном периоду до сада није историографски довољно обрађена и расветљена. У досадашњој историографији дипломатска активност Србије на заштити својих државних и националних интереса у Македонији у већини је обрађивана узгредно у склопу укупне историје српског народа под турском влашћу или у склопу политике Србије у српским територијама под турском влашћу.